# Apastovsky (huyện)
Huyện Apastovsky (tiếng Nga: ? райо́н) là một huyện hành chính tự quản (raion), của Vùng Stavropol, Nga. Huyện có diện tích 1114 kilômét vuông. Trung tâm của huyện đóng ở Apastovo.